# Villa R
Villa R (denominada también como Haus am Weg, en español Casa en el camino) es una pintura al óleo de 1919 del artista alemán de origen suizo Paul Klee.

## Descripción
Esta obra, pintada algo antes de la llegada de Klee a la Bauhaus, se encuadra en el periodo inicial del pintor y constituye una de sus primeras pinturas al óleo, ya que durante mucho tiempo había trabajado exclusivamente sobre papel. El cuadro representa una villa blanca junto a una carretera roja que se adentra en las montañas. La luna llena brilla de color amarillo.  En primer plano hay una gran letra R mayúscula que parece formar parte del paisaje. La carretera roja forma una diagonal que atraviesa el cuadro y una hilera de formas verdes, incluida la letra R verde, forman una segunda diagonal que se cruza. La villa se sitúa en la intersección. Klee reinterpretó en esta obra la pintura tradicional de paisaje, al transformar la visión de la naturaleza en "arquitectura pictórica abstracta" tal como la denominó el pintor.

## Título
Es recurrente el empleo de letras como motivo en paisajes, en la obra de Klee. En este caso el artista no proporcionó información a través del título del cuadro sobre el significado de esta letra. Se ha especulado que pudiera significar Rosa. Klee había visitado una Villa Rosa a principios del siglo  XX en sus viajes por Italia, acompañado por el diario Viaje a Italia de Goethe.

## Procedencia
Su primera propietaria fue Pauline Kowarzik. En 1926 Museo Städel de Fráncfort del Meno adquirió el cuadro y en agosto de 1938, fue confiscado por el Ministerio del Reich para la Ilustración Pública y Propaganda de la Alemania nazi por considerarlo como "arte degenerado" y enviado junto con otras obras confiscadas y depositado en Berlín. En junio de 1939 fue incluido por iniciativa nazi en la denominada subasta de arte degenerado de la galería Fischer, celebrada en el Grand Hotel National de Lucerna, en Suiza. Allí fue adquirido por el Kunstmuseum Basel, donde se exhibe desde entonces.